# Lunar Orbiter 2
El Lunar Orbiter 2 fue un sonda espacial del Programa Lunar Orbiter diseñada para fotografiar áreas planas de la superficie lunar con el objetivo de hallar un lugar seguro para el alunizaje de las sondas Surveyor y de las misiones tripuladas Apolo. Fue lanzada el 6 de noviembre de 1966 y terminó su misión el 11 de octubre de 1967. Respondió a más de 2.870 órdenes de la Tierra, completó más de 280 maniobras y envió 422 fotografías de la Luna. Fue lanzada finalmente contra la superficie lunar; se estrelló a 3º N, 119° E.